# Kuntsis stiftelse
Kuntsis stiftelse (finska: Kuntsin säätiö) är en finländsk stiftelse.
Stiftelsen grundades 1970 av konsul Simo Kuntsi (1913–1984), som donerade sin konstsamling till Vasa stad och verkade som stiftelsens ordförande till sin död. Han var sedan 1930-talet knuten till Vasa ångkvarn och bland annat länge direktionsordförande och vice verkställande direktör 1968–1970. Kuntsi började tidigt samla konst, främst av de äldre inhemska mästarna, som fanns redan i hans barndomshem. Senare koncentrerade han sig på modern konst. Efter andra världskriget började han bygga upp en samling av samtida fransk och europeisk konst. Kuntsis samling har varit utställd i Vasa handelsläroverk, men införlivades 2005 med ett museum för modern konst, som inrättades i tullpackhuset i Inre hamnen i Vasa. Museet lyder administrativt under Tikanojas konsthem. 